# Monferrato

Bandera de Monferrato.

Monferrato (en piamontés, Monfrà) es parte de la región del Piamonte en la Italia septentrional. Comprende aproximadamente las modernas provincias de Alessandria y Asti, aunque su territorio ha variado a lo largo del tiempo. Monferrato es uno de los más importantes distritos vinícolas de Italia. También tiene una fuerte tradición literaria, incluyendo al poeta y dramaturgo del siglo XVIII nacido en Asti Vittorio Alfieri y el alessandrino Umberto Eco.
El territorio está dividido en dos por el río Tanaro. La parte septentrional (el "Bajo Monferrato", Basso Monferrato), que queda entre ese río y el Po, es una zona de colinas onduladas y llanuras. La parte meridional (el "Alto Monferrato", Alto Monferrato) se alza en las orillas del Tanaro hasta las montañas de los Apeninos y la divisoria de aguas entre el Piamonte y la Liguria.
En 2014, la Unesco eligió la denominación Paisaje vitícola del Piamonte: Langhe-Roero y Monferrato como Patrimonio de la Humanidad.

## Historia
Originalmente un condado, fue elevado al margraviato del Sacro Imperio Romano Germánico bajo el conde Aleramo en 961, siguiendo la transición de poder en el Norte de Italia de Berengario de Ivrea a Otón I de Alemania. Sus marchesi (marqueses) y sus familiares estaban emparentados con los reyes de Francia y los emperadores germánicos. Miembros de la familia participaron en las Cruzadas y se casaron con la familia real de Jerusalén y las familias imperiales bizantinas de los Comneno, Ángel y los Paleólogo. También descienden de los reyes de Mallorca, por el matrimonio de Isabel I de Mallorca con el marqués Juan II Paleólogo del Monferrato. Tuvieron 5 hijos.
Monferrato fue brevemente dominado por los españoles (1533–1536) antes de pasar a los Gonzaga, duques de Mantua (1536–1708). En 1574, Monferrato fue elevado a Ducado por el emperador Maximiliano. Con la Guerra de Sucesión de Mantua (1628–1631) y el Tratado de Cherasco, una parte del territorio pasó a la Casa de Saboya (Trino y Alba). El resto pasaría al Ducado de Saboya en 1708, conforme el emperador José I ganaba la posesión del territorio de los Gonzaga aliados de los Borbones durante la Guerra de sucesión española. El siguiente heredero de la Familia Gonzaga fue más tarde compensado con el Ducado de Teschen en Silesia.
El Ducado de Monferrato tiene una superficie de 2.750 km² y está formado por dos partes diferenciadas, limitadas por el Ducado de Saboya, el Ducado de Milán y la República de Génova. Casale Monferrato está considerado su capital histórica.

## Cultura

### Sacro Monte di Crea
El Sacro Monte di Crea es un santuario católico en la comune de Serralunga di Crea, cerca de Casale Monferrato (AL). Es uno de los nueve Sacri Monti de Piamonte y de Lombardía, incluidos en la lista del Patrimonio de la Humanidad de la Unesco. 

Su construcción empezó en 1589, alrededor del anterior santuario dedicado a la Virgen María, cuya creación se atribuye tradicionalmente a San Eusebio, alrededor del año 350.

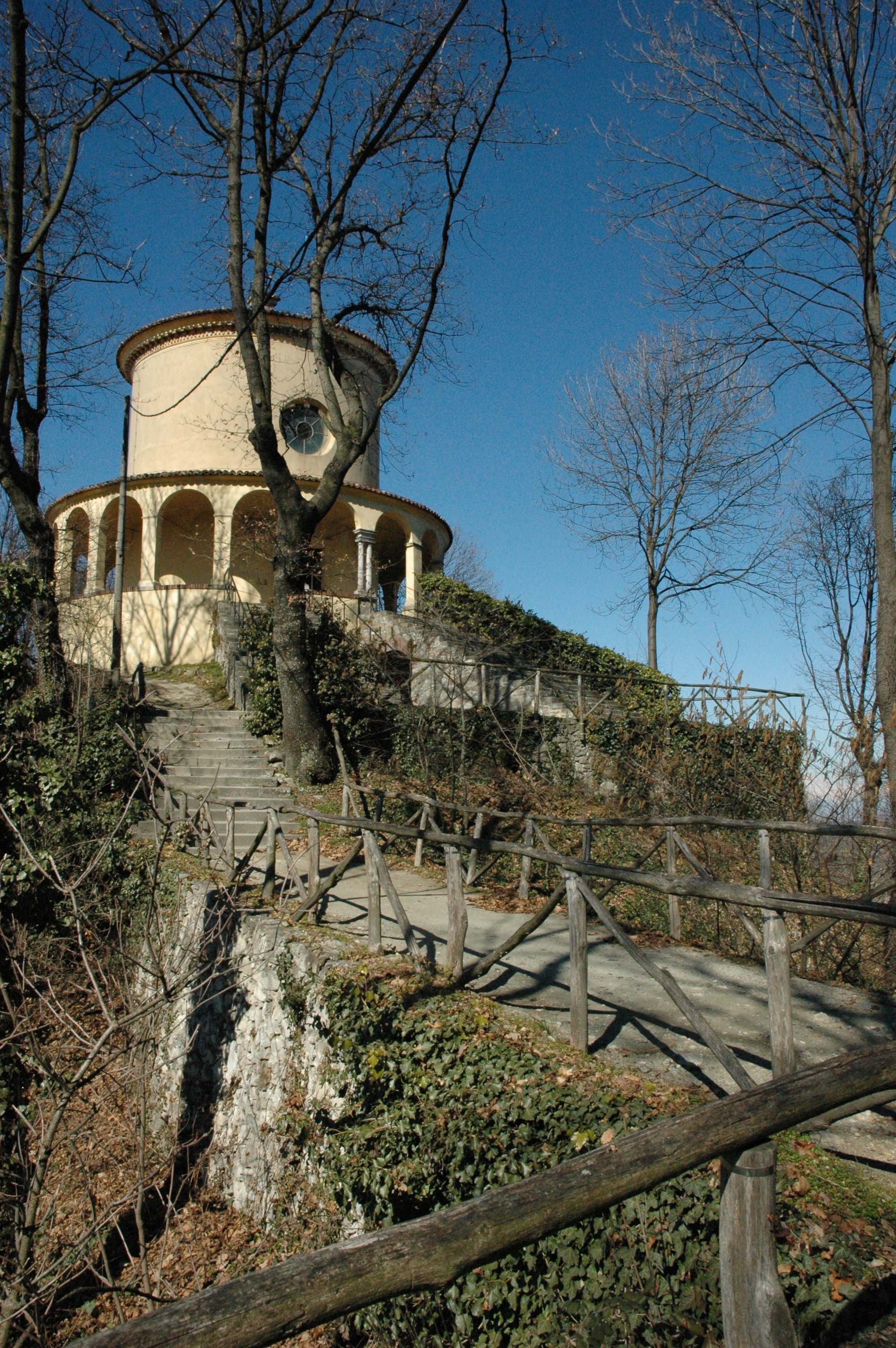
Sacro Monte di Crea Capilla del Paraíso
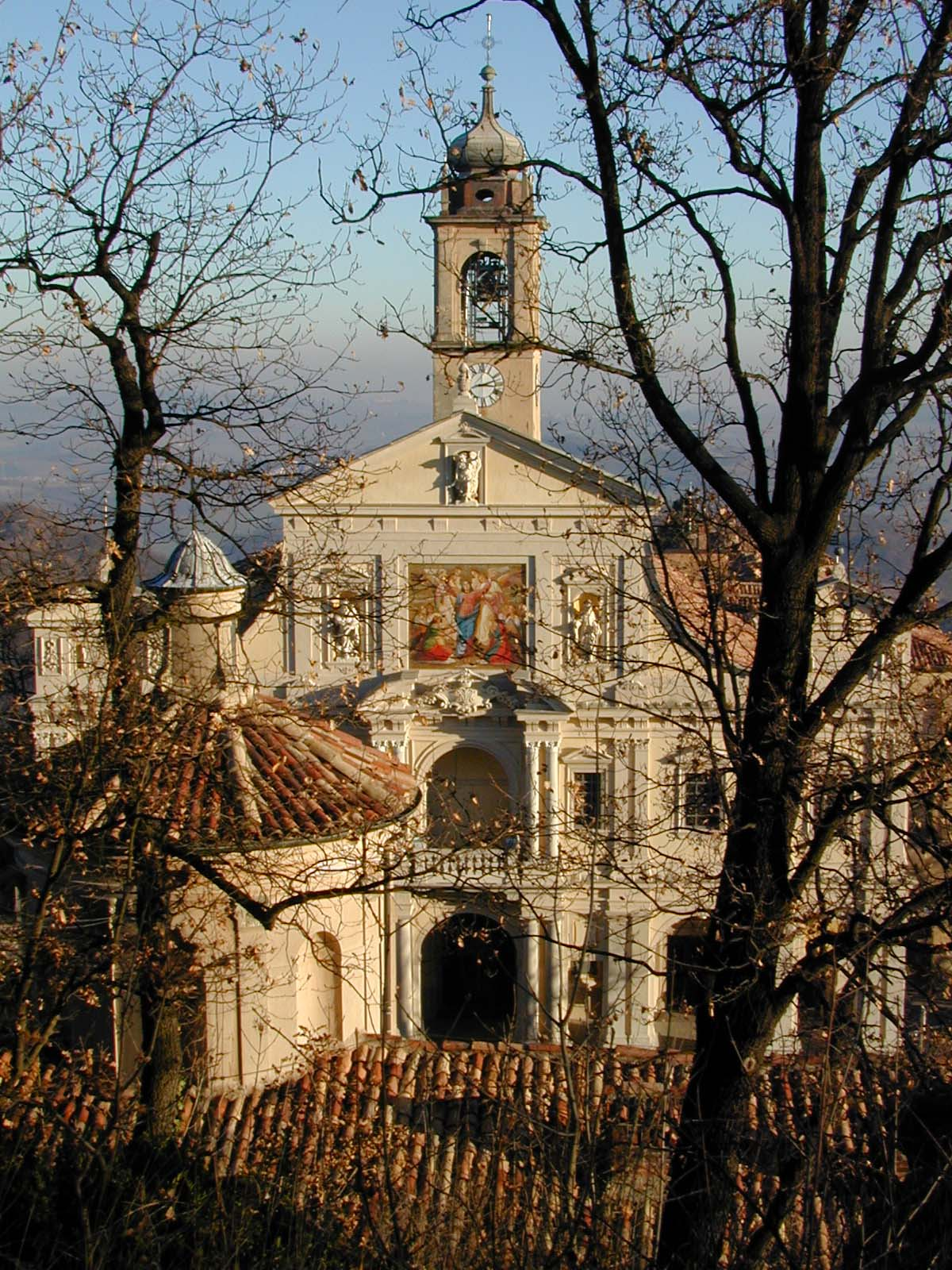
Sacro Monte di Crea Santuario
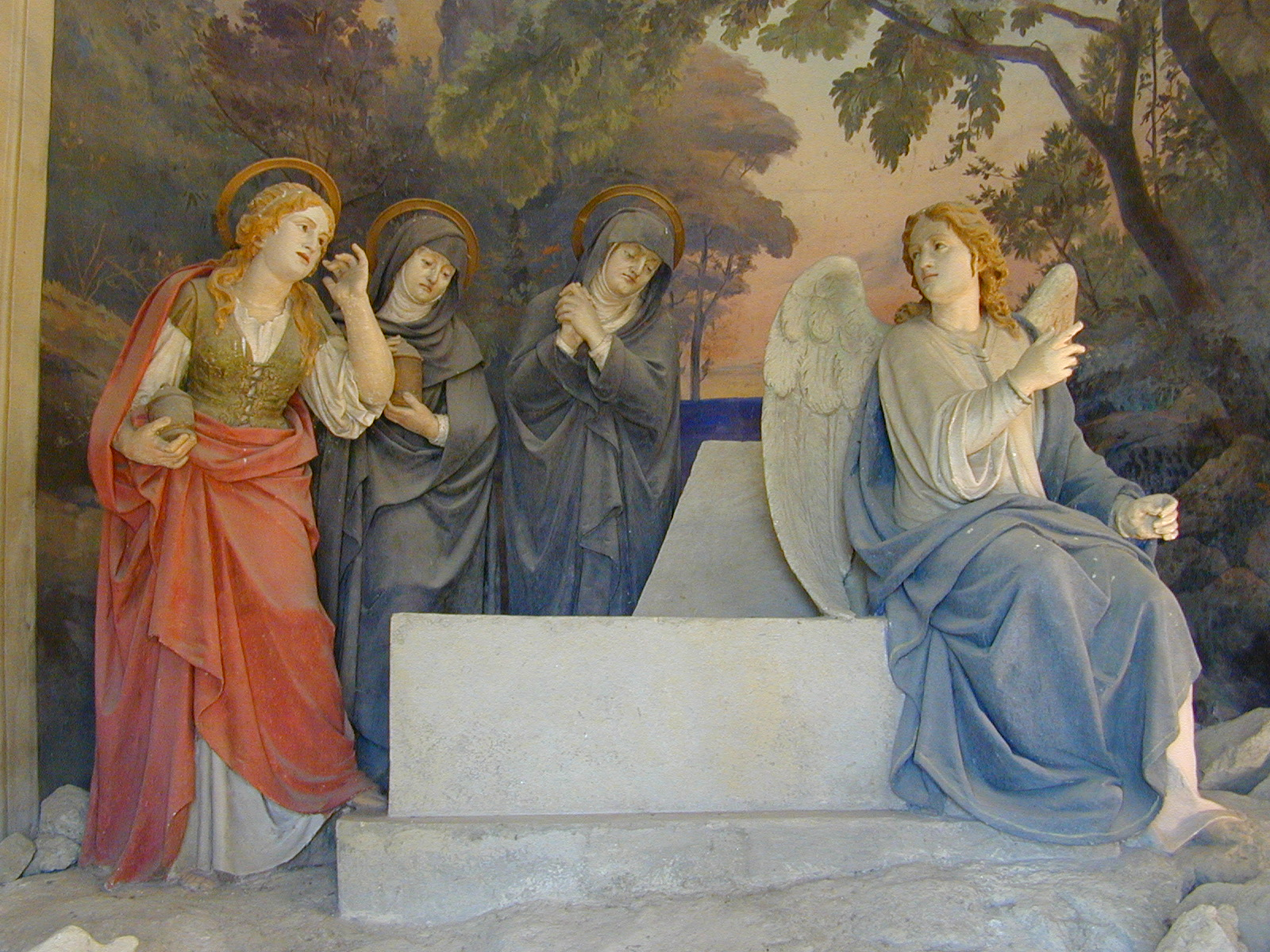
Sacro Monte di Crea Capilla 19. Antonio Brilla, El hallazgo de la tumba vacía de Cristo, 1889
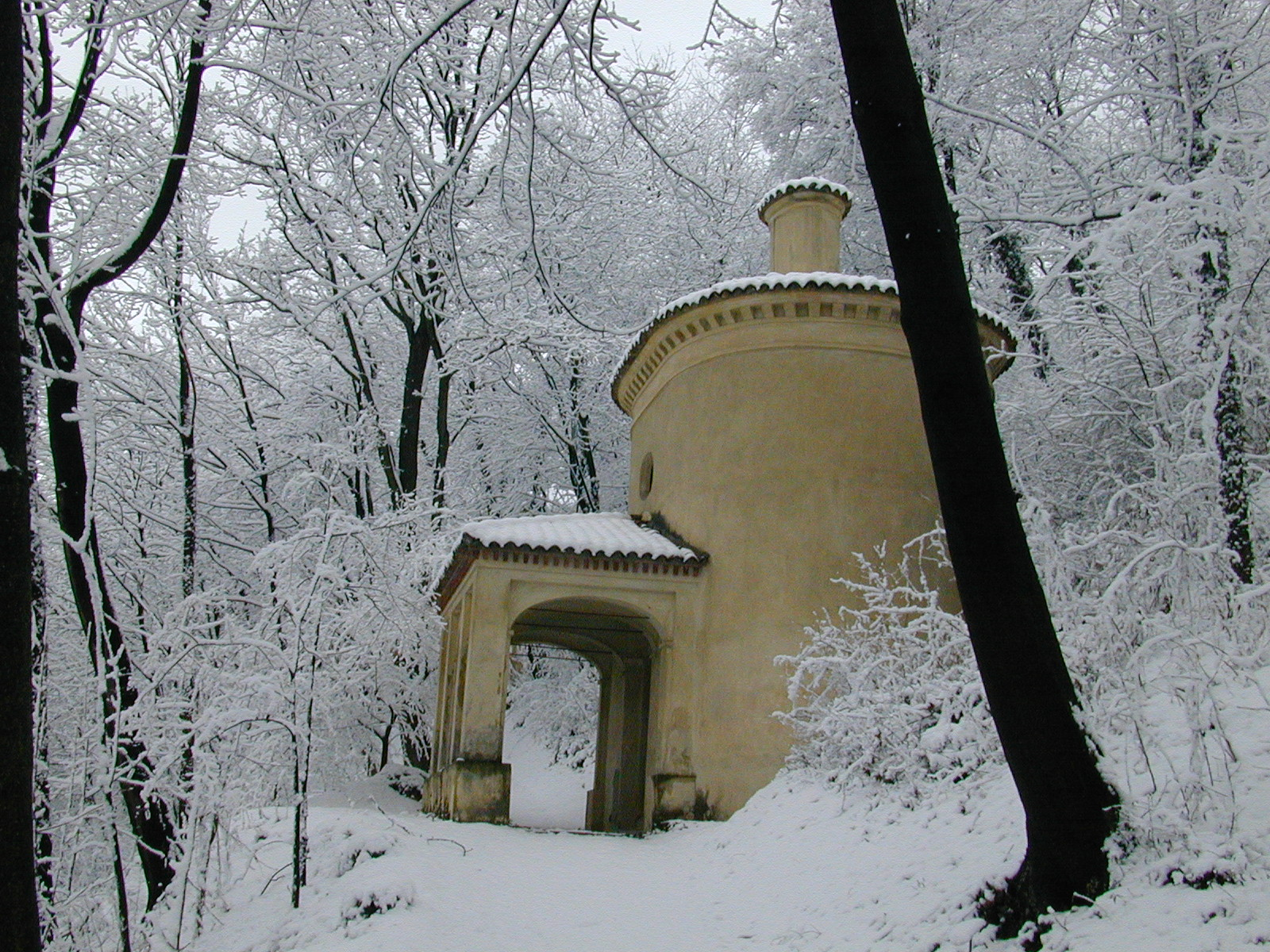
Sacro Monte di Crea Vista del parque en invierno